# 斯德哥爾摩地鐵藍線
藍線（瑞典語：Blå linjen）是斯德哥爾摩地鐵的一條路線，目前開行兩種區間車，一種是從市中心前往休斯塔站的T10，一種是前往阿卡拉站的T11，兩者在該線東段共駛同條軌道、進入斯德哥爾摩市中心，並均以國王花園站為終點。

## 車站

### T10線
- 休斯塔站（英语：Hjulsta metro station）
- 騰斯塔站（瑞典语：Tensta (tunnelbanestation)）
- 雲客比站（瑞典语：Rinkeby (tunnelbanestation)）
- 里斯內站（英语：Rissne metro station）
- 杜布站（瑞典语：Duvbo (tunnelbanestation)）
- 松德比貝里中心站（英语：Sundbybergs centrum metro station）
- 索尔纳滩站（瑞典语：Solna strand (tunnelbanestation)）
- 胡夫斯塔站（瑞典语：Huvudsta (tunnelbanestation)）
- 西森林站（瑞典语：Västra skogen (tunnelbanestation)）
- 史達茲哈根站（瑞典语：Stadshagen (tunnelbanestation)）
- 和平之家廣場站（英语：Fridhemsplan metro station）
- 市政大廈站（瑞典语：Rådhuset (tunnelbanestation)）
- 地鐵中央站（T-Centralen）
- 國王花園站（英语：Kungsträdgården metro station）

### T11線
- 阿卡拉站（英语：Akalla metro station）
- 休斯比站（瑞典语：Husby (tunnelbanestation)）
- 希斯塔站（瑞典语：Kista (tunnelbanestation)）
- 樹莓山站（瑞典语：Hallonbergen (tunnelbanestation)）
- 奈郭森站（瑞典语：Näckrosen (tunnelbanestation)）
- 索爾納中心站（Solna centrum）
- 西森林站（Västra skogen）
- 史達茲哈根站（Stadshagen）
- 和平之家廣場站（Fridhemsplan）
- 市政大廈站（Rådhuset）
- 地鐵中央站（T-Centralen）
- 國王花園站（Kungsträdgården）

## 链接
- Stockholm Transport[] - 官方网页
- Stockholm - UrbanRail.net上的介绍
- The Stockholm Subway （页面存档备份，存于）斯德哥尔摩地铁照片系列
- Underground Productions （页面存档备份，存于） 斯尔德尔摩地铁涂鸦